# Szkírosz
Szkírosz (görög írással Σκύρος) sziget az Égei-tengerben, Görögország területén. A Szporádok szigetcsoportnak legkeletibb és legnagyobb szigete. Állandó lakossága közel 3000 fő (2011-ben).
Míg a sziget déli része hegyes, kopár, sziklás és lakatlan, északi részének felszínét sok helyen dús vegetáció, fenyőerdő borítja. A sziget számos kis öble kiválóan alkalmas fürdésre. Partvonala kb. 130 km.

## Képek

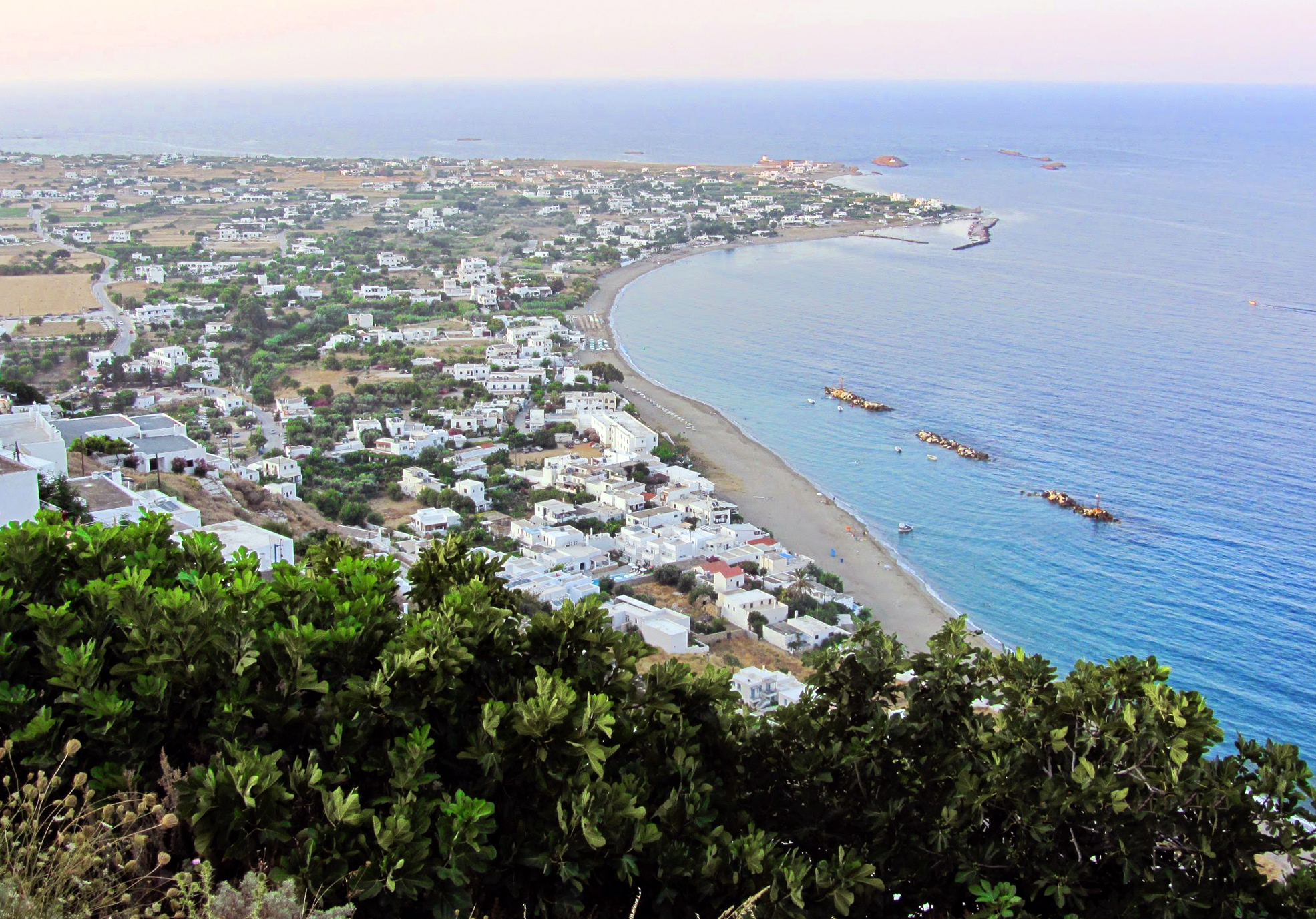
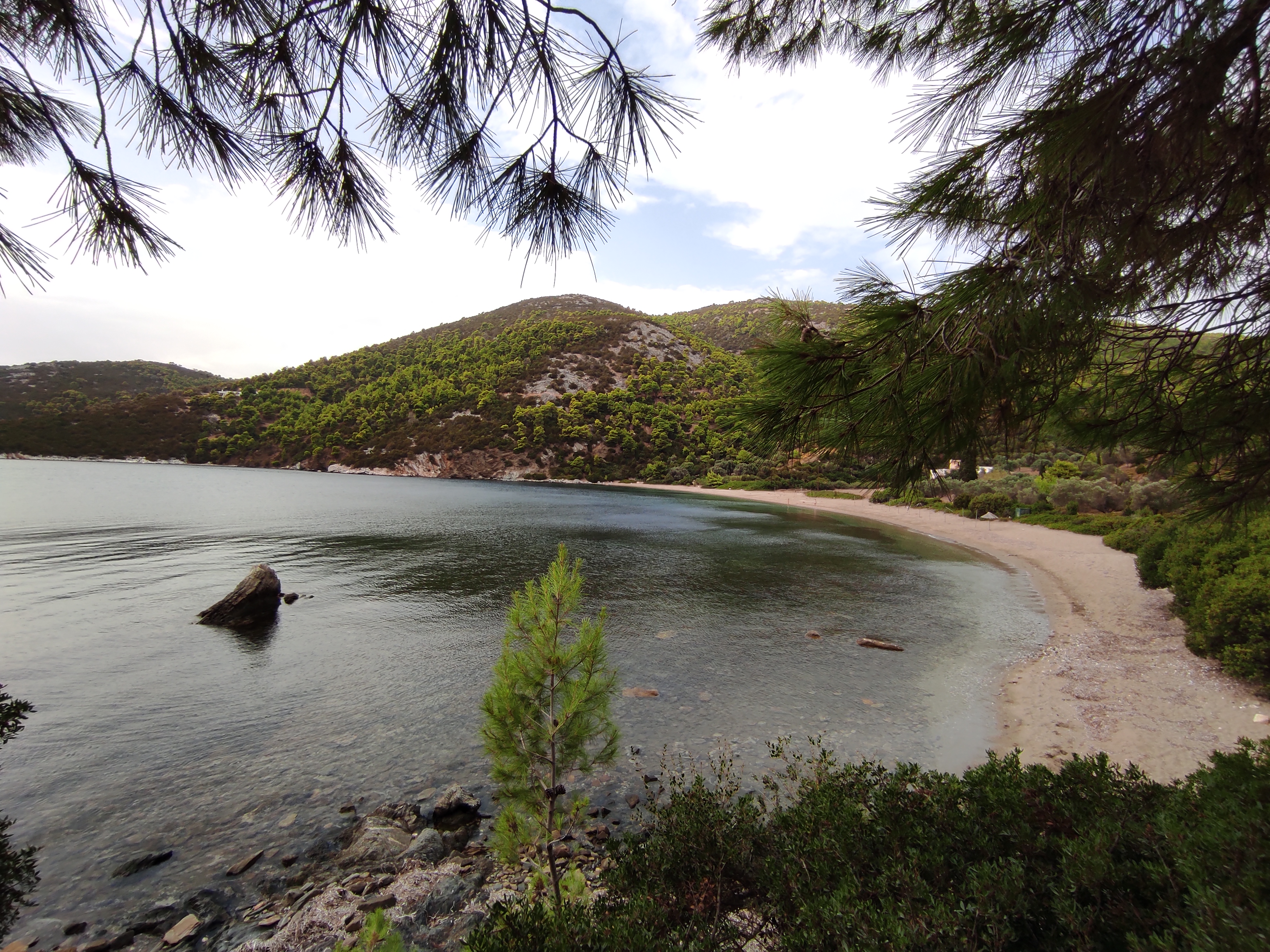

## Települések
Főbb települések:
- Szkírosz
- Chora
- Linariá (Λιναριά)
- Atszítsza (Ατσίτσα)
- Acheroúnesz (Αχερούνες)
- Aszpousz (Ασπούς)
- Magaciá (Μαγαζιά)
- Mólosz (Μόλος)

## Fordítás
Ez a szócikk részben vagy egészben  a   Skyros című angol Wikipédia-szócikk fordításán alapul.  Az eredeti cikk szerkesztőit annak laptörténete sorolja fel. Ez a jelzés csupán a megfogalmazás eredetét és a szerzői jogokat jelzi, nem szolgál a cikkben szereplő információk forrásmegjelöléseként.